# Trierer Papyrussammlung
Die Trierer Papyrussammlung ist die 1982 begründete Sammlung von Papyri an der Universität Trier. Sie umfasst über 800 Stücke in griechischer, hieratischer, demotischer und koptischer Sprache, Fragmente in lateinischer Sprache sowie Ostraka aus dem 3. Jahrhundert v. Chr. bis zum 6. Jahrhundert n. Chr.
Die Sammlung dient als Instrument für Forschung und Lehre im Forschungszentrum griechisch-römisches Ägypten der Universität Trier, in dem die Fächer Ägyptologie, Alte Geschichte, Klassische Archäologie und Papyrologie interdisziplinär zusammenarbeiten. Die ersten Ankäufe erfolgten 1982 gemeinsam mit der Universität Heidelberg. Weitere Ankäufe gab es in den Jahren 1984, 1985, 1989, 1990, 1993, 1996, 1998 und 2003. Finanziell gefördert wurde die Sammlung vom Stifterverband für die Deutsche Wissenschaft und der Nikolaus-Koch-Stiftung.
Alle Papyri stammen aus dem Antikenhandel. Gekauft wurde, was angeboten wurde und finanziell zu ermöglichen war. Daher sind die meisten Papyri Einzelstücke, allerdings stellte sich heraus, dass eine beträchtliche Anzahl inhaltlich zusammengehören. Zu nennen sind hier das Archiv des Nepheros zum frühen Christentum und frühen Mönchtum im Ägypten des 4. Jahrhunderts n. Chr., das Archiv des Boethos zur Gründung der Stadt Euergetis im 2. Jahrhundert v. Chr. und Gerichtsakten aus dem Archiv von Herakleopolis. Etliche Papyri konnten mit Fragmenten in anderen Sammlungen zusammengesetzt werden.
Im Rahmen eines DFG-Projekts wurde die Sammlung in den Jahren 2002 bis 2005 unter Leitung von Bärbel Kramer katalogisiert und digitalisiert. Außerhalb Triers wurden ausgewählte Exponate der Sammlung gezeigt, u. a. 2012 in der Universitätsbibliothek Weimar.